# 존 존
존 존(영어: John Zorn, 1953년 9월 2일 ~ )은 미국 작곡가, 프로듀서, 색소포니스트다. 100여개의 앨범을 냈으며 재즈, 락, 하드코어, 클래식, 메탈, 클레즈머,실험음악, 즉흥음악 등 전방위로 활동하는 뉴욕 출신 아방가르드 음악가. 미국 다운비트 재즈 전문 매거진에서 '우리에게 가장 중요한 작곡가 중 한명' 이라고 묘사했다.
2006년 미국의 '천재상' 이라 불리는 맥아더 펠로우로 선정되어 상금으로 50만불 (한화 약 5억원) 을 받고, 2007년 콜럼비아 대학교 윌리엄 슈만 어워즈 수상, 2014년 뉴욕 대학교와 뉴잉글랜드 콘서바토리에서 명예박사 학위를 수여 받았다.